# 3년째의 바람기
3년째의 바람기(3年目の浮気) 히로시 & 키보의 데뷔곡이다. 사사키 벤이 작사・작곡을 담당했으며, 사쿠라바 노부유키가 편곡했다. 싱글 B면의 「愛し合うなら…今」도 마찬가지다.
오리콘 1위를 3주 연속으로 기록하였고 73만 6000매가 팔린 대히트작이 되었다. TBS 『더 베스트텐』에서는 1982년 11월 25일에 첫등장으로 8위, 최고 2위 (3주 연속)까지 부상하여, 1983년 2월 3일까지 11주 연속으로 랭킹에 올랐다. 1983년도 연간 랭킹은 64위였다. 누계 매상은 130만 장이다.
이 곡이 크게 히트하였지만 히로시 & 키보는 『NHK 홍백가합전』 출장이력이 없다. 가사의 내용 때문에 출장하지 못했다고 후지 TV 『HEY!HEY!HEY!MUSIC CHAMP』에 출연 때 언급하였다.

## 내용
- 남녀의 듀엣 곡이다.
- 바람 핀 남자와 그 책임을 묻는 여자의 코미컬한 대화가 그려져 있다. 1절과 2절 모두, 처음에는 강경했던 남자가 여자와의 말다툼 끝에 마지막에는 남자가 약해져서, 여자 쪽이 반대로 강하게 나오는 것이 특징이다.

## 커버곡
- 트린들 레이나와 히로시 & 키보의 쿠로사와 히로시가 소프트뱅크 모바일 할인 캠페인으로 개사곡 「3年タダの学割」(3년 무료 학생 할인)을 제작하였고, 홈페이지 및 CM에서 2012년 3월부터 다운로드 및 방송되고 있다.
- 누마쿠라 마나미와 이마이 아사미가 2009년에 라디오 오사카의 프로그램 『THE IDOLM@STER STATION!!!』의 코너인 「歌姫楽園NEW BE@T」에서 커버, 2010년 발매한 앨범 『THE IDOLM@STER STATION!!! SECOND TRAVEL ～Seaside Date～』에 수록되었다.
- 2013년 4월 24일에 발매한 블루레이 『となりの怪物くん6』의 완전 생산 한정판에는, 특전으로 토마츠 하루카, 스즈키 타츠히사가 커버한 CD가 함께 실렸다.
- 아이돌링!!!의 멤버 카와무라 유이가 2013년 8월에 발매된 아이돌링!!!의 20번째 싱글 「サマーライオン」의 초회 한정판 B의 커플링 곡으로서 수록되었다.

## 앤서 송
- 히로시&키보의 2nd 싱글 「5년째의 파국」은 이 곡에 대한 앤서 송이다.